# Jan van Kessel (1641-1680)

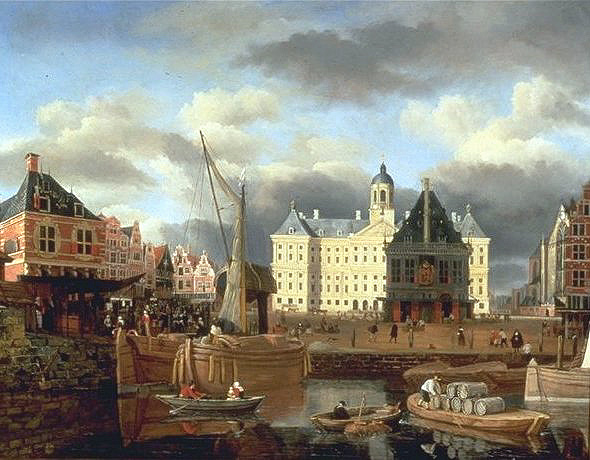
De Dam met Paleis en Waag

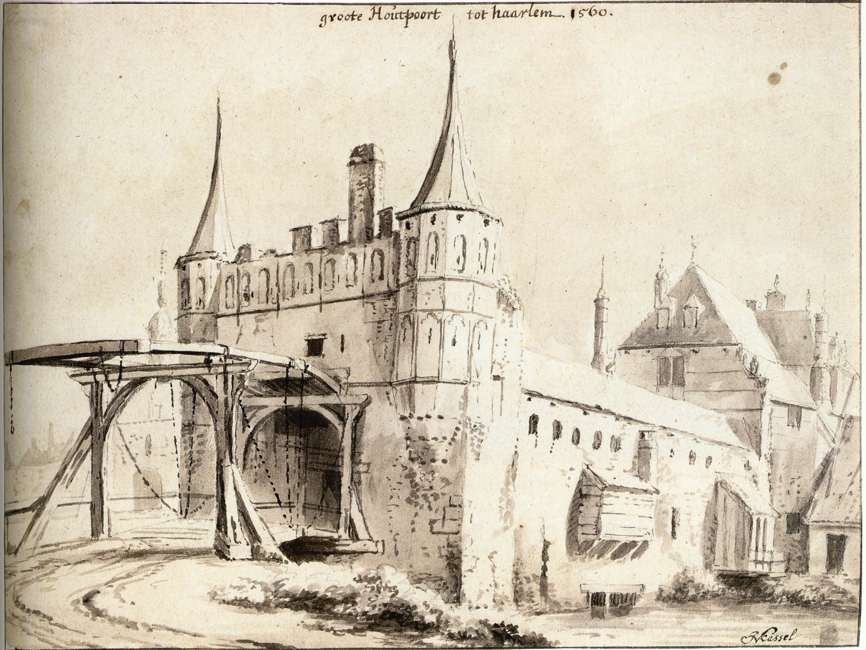
De Rotterdamse Poort te Delft

Johannes van Kessel (Amsterdam, gedoopt 22 september 1641 – aldaar, begraven 24 december 1680), in de literatuur meestal Jan genoemd, was een getalenteerde tekenaar en schilder van landschappen en stadsgezichten.

## Biografie
Van Kessel was de zoon van de lijstenmaker Thomas Jacobsz. uit Maaseik en een neef (?) of volgeling van Jacob Isaacksz. van Ruisdael. Hij werkte vanaf 1661 en imiteerde zijn vriend Meindert Hobbema, alsmede Allaert van Everdingen, Jan Wijnants, Jan van de Cappelle maar ook anderen. In 1668 woonde hij op de Nieuwezijds Achterburgwal en trouwde met Clara Swigters (?-1690). Aan het einde van zijn leven woonde hij in de Leidsestraat bij de Herengracht. Het echtpaar had vier kinderen.

## Werken
In het boek van Davies worden 120 schilderijen als authentiek aangeduid, 19 als problematisch, en 44 als twijfelachtig. Van de prenten zijn 68 authentiek, 13 problematisch, en 26 twijfelachtig. Zijn werk wordt vaak verward met de Antwerpse schilders Jan van Kessel en diens gelijknamige zoon.
- Bibliothèque nationale de France: cb124729565 (data)
- Biografisch Portaal: 28313652
- Digitale Bibliotheek voor de Nederlandse Letteren: kess018
- Gemeinsame Normdatei: 119139006
- International Standard Name Identifier: 0000 0001 2136 0804
- KulturNav: d7c0965a-2473-4cc7-8414-3502bf58712b
- Library of Congress Control Number: nr93014758
- Nationale Bibliotheek van Israël: 987007446944105171
- Nederlandse Thesaurus van Auteursnamen: 10543745X
- RKD-Nederlands Instituut voor Kunstgeschiedenis: 44092
- Système universitaire de documentation: 033921512
- Union List of Artist Names: 500027580
- Virtual International Authority File: 62351659
- WorldCat: E39PBJvRWkTqMJtDVMcGgHqmh3